# 真壁伝承館
真壁伝承館（まかべ でんしょうかん）は茨城県桜川市真壁町に所在する複合施設である。

## 概要
公民館、図書館、資料館の機能を有する複合施設であり、本館、まかべホール、真壁図書館、歴史資料館と付帯施設の真壁中央公園から成る。2011年9月1日に開館した。
真壁伝承館の周辺は江戸時代末期から昭和前期に渡る建造物が多く存在しており、国の重要伝統的建造物群保存地区に2010年（平成22年）6月29日に選定されている。また、真壁伝承館そのものも江戸時代の陣屋跡地に建っている。そのような場所に建つ真壁伝承館は「サンプリングとアセンブリー」という設計手法で周囲の景観との調和を実現している。
その業績が評価され施設は以下の顕彰を受けている。
- 2012年日本建築学会賞（作品）[10]
- 第54回（2013年）BCS賞[4]
- 第15回公共建築賞優秀賞[11]
- 2012年グッドデザイン賞[12]
- いばらきデザインセレクション2012知事選定[13]
- 2012年度日本建築家協会賞[14]
- 平成24年度日本建築士会連合会賞優秀賞[15]

また、「平成25年度まちづくり功労者国土交通大臣表彰」を桜川市は受けているが、その表彰理由は真壁伝承館の整備により地域の魅力向上に寄与した為とのことであった。

## 設計 ・建築概要
設計者の設計組織ADHが採った「サンプリングとアセンブリー」という設計手法は、真壁地区の複数の伝統的建築物の形状や大きさを詳細に調査・採寸（=サンプリング）し、そこから得た建物から桜川市が今回の計画で求めている施設である"集会施設"、"ホール"、"図書館"、"資料館"といった機能に添うような形状や大きさを持つ建物を選択して、建設予定の敷地内に配置し組み合わせ（=アセンブリー）してゆくというものである。設計組織ADHはこのアセンブリー作業を住民参加のワークショップで練り上げてゆくことを掲げ、この点がプロポーザルで大きく評価された。
実際のワークショップでは、サンプリングした建物の模型に、それぞれ"図書館"、"ホール"等のラベルを付け参加者に渡し、敷地内での最も機能的になる配置の検討などが行われた。そのようなワークショップを3回開催し、「敷地内は東西に抜けられるようにする」、「神武天皇遙拝所脇はオープンスペースとする」等の配置計画の大枠が定められた。また、建設予定地内の陣屋跡地発掘調査も設計と同時に行われており、その成果も設計に取り込まれた。
建物の形状等においては伝統的建築物のサンプリングを採用を重視したが、素材に関しては外壁面を鋼板パネルにしたり、図書館とホールにはパッシブソーラー設備を導入したりする等の先端技術を使っている。外壁を鋼板パネルにすることで、自由な窓配置が可能となった一方、日射熱による温度上昇の問題があった。これへの対処として鋼板パネルには白い遮熱塗料を塗る、東西南の壁を黒茶色の杉板の透かし張りで覆う等の施工がなされた。
このような設計・施工の結果、建物は全体的に高さを押さえた切妻屋根の形態となり、黒い杉板による外壁面と白い鋼板パネルによる外壁面のコントラストが、訪れる人に歴史を感じさせながらもモダンな印象を与える。鋼板パネルの外壁には色々な大きさの窓がつけられており、面白い眺めを楽しませる。庭には陣屋跡地遺構を表示しており、地域の歴史を感じさせながら、回遊性の高い施設配置で、住民の憩いの場、交流の場を提供している。

## 開館までの経緯
現在の真壁伝承館が建つ敷地にはかって、真壁中央公園に隣接する形で真壁中央公民館、桜川市歴史民俗資料館が建っていたが、いずれも老朽化していた。これら施設に変わる多目的複合施設の建設事業は真壁町、岩瀬町、大和村が合併し2005年に桜川市になる際の合意事項として、新市建設計画の中で合併特例債を使った整備事業に位置づけられていた。
2007年10月17日に市はホームページにて、真壁中央公民館、歴史民俗資料館を取り壊し、地上3階建ての多目的複合施設を建設する経費18億円の事業概要を明らかにし、公募型プロポーザルによる設計業者の募集を発表した。しかしながら、この発表を受けた市民の内から、公園が無くなることを危惧する声や、市側の説明不足を批判する声があがった。これらの声に対し市は、公園は残す、当初は地上3階建てとした構想は地上2階建てとする、などの方針で応じた。
設計業者の公募型プロポーザルでは、提案書を提出した58社（参加表明したのは110社）より第1次審査が2007年12月1日に行われ5社が選定された。そして12月14日の公開第2次審査にて設計組織ADHが最優秀に選ばれた。
設計業者決定後も市は、基本設計に対してパブリックコメントの実施や、前節で記述したように施設配置に関しての市民ワークショップの実施など、市民の意見を取り入れる姿勢を示している
。
また、建設地は江戸時代の真壁藩、笠間藩の陣屋跡であった事から、発掘調査が設計と並行し2009年7月から8月末にかけて行われた。その発掘で陣屋の堀や池の跡や、古墳時代、戦国時代の遺物が見つかった。発掘調査の結果次第では設計の大幅な制限も考えられたが、むしろ、発掘で見つかった堀や池の形を庭や建物内部の床に再現するなど、発掘成果が設計に活かされている。
設計期間中、桜川市長選挙が行われ、多目的複合施設建設事業の規模縮小を掲げた候補者もいたが、それらを押さえて多目的複合施設事業化の実績等をアピールした現職市長の中田裕が、2009年10月11日再選されている。
施工業者については、2009年9月16日に執行予定の入札に対し公正な入札執行に疑義を挟む情報が寄せられたことから入札が延期されたことがあったが、五洋建設(東京都文京区)が11月21日に落札した。そして2010年1月9日に着工した。
建物の完成を控え、市は施設名称を2010年12月1日から2011年1月15日の期間で募集した。結果、応募総数999作、応募者663名の内、「真壁伝承館」の名が選ばれた。その選定理由のひとつは、「伝承」という言葉には、この施設が地域の歴史・文化・伝統を伝え続ける為の中心になって欲しいとの想いが見られる、とのことである。
2011年3月11日の東北地方太平洋沖地震を乗り切り、7月16日に竣工、7月27日には竣工記念式典が開催され、9月1日、真壁の伝統を未来に伝える「真壁伝承館」が開館した。

## 館内施設
※開館時間・休館日・入場料は2017年5月確認時データである。

### 本館
設備
1階
- エントランス
- 管理事務室
- 会議室1・・64人規模。2分割可能。
- 和室・・24畳。
- 調理室

2階
- 音楽スタジオ
- 創作室
- 会議室2・・30人規模。
- 会議室3・・6人規模。
- 市民ギャラリー

開館時間
9時から22時(利用予約がない場合、9時40分から17時から15分)
休館日
年末年始(12/29-1/3)

### まかべホール
設備
1階
- ホール

客席
最大300席(可動椅子280席(20席×14列)+前列追加椅子20席)。椅子格納により床を平面にすることも可能。
ステージ
幅10メートル、奥行6メートル
- 市民ロビー

2階
- 固定椅子席・・40席
- 音響室

開館時間
9時から22時(利用予約がない場合、9時40分から17時15分)
休館日
年末年始(12/29-1/3)

### 真壁図書館

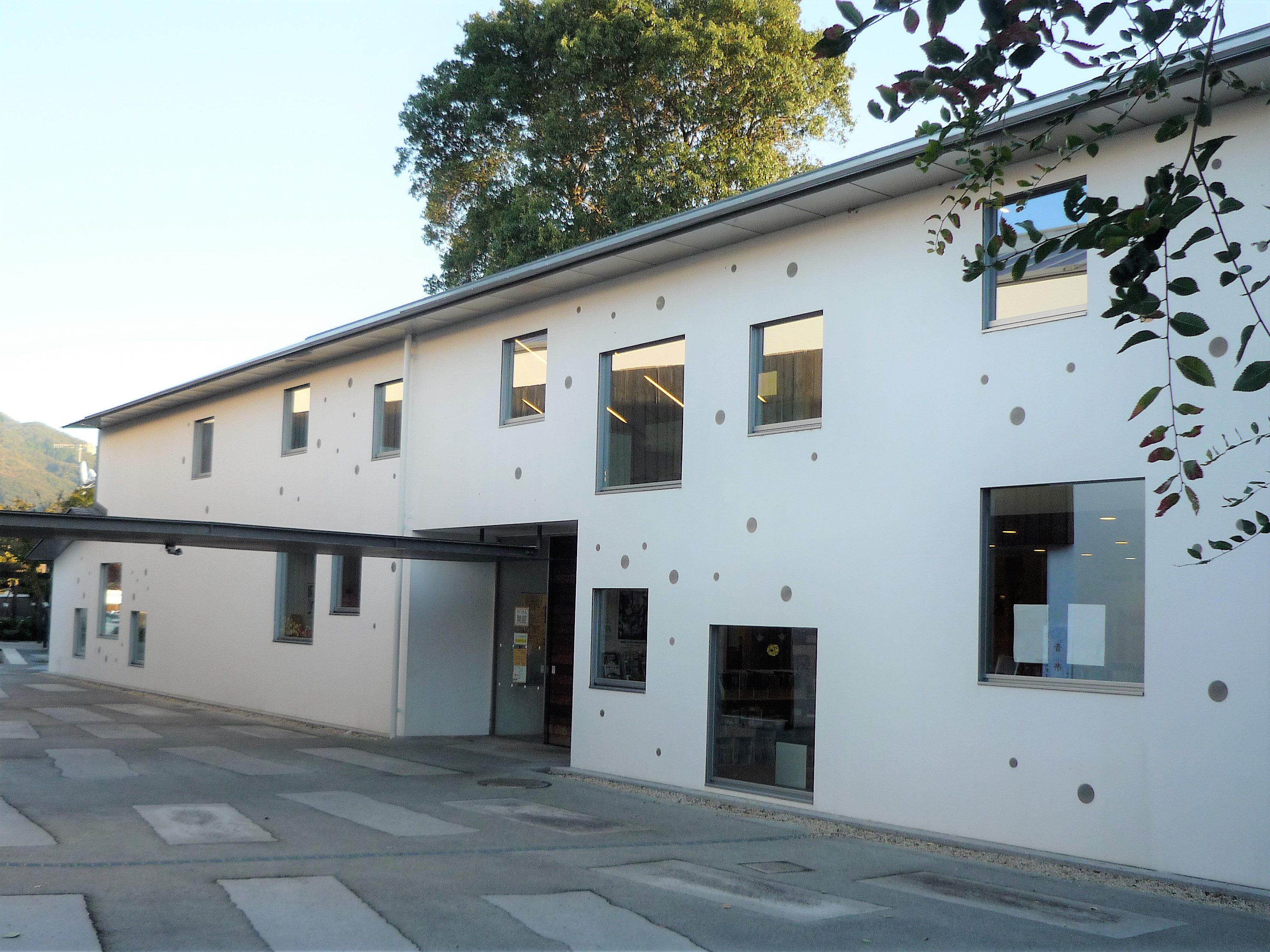
真壁図書館

真壁図書館は名前に"図書館"がつけられているが、所謂"図書館設置条例"による施設では無い為、図書館法第2条第2項による”公立図書館"では無い。とは言え、貸出はもとより、インターネットでの蔵書検索・予約、ボランティアによる読み聞かせの継続的な実施、学校との連携など公立図書館業務と重なるサービスを行っている。
2017年の「真壁のひなまつり和の風第十五章」の時期には館内に飾った雛人形に職員手作りの豆本を持たせ"読書する雛人形"を演出し、観光客を楽しませるなど地域のイベントにも貢献している。
家具計画は藤江和子アトリエが行っており、鉄鋼板の壁に書架や椅子を直接溶接するなどの意匠を凝らしている。また、桜川市出身の作家、海老沢泰久の著作の常設コーナーや海老沢が使っていた机・椅子の展示も行っている。
設備
1階
- 開架室・司書室
- 児童図書室
- プレイルーム

2階
- 学習室
- 閲覧室

所蔵資料数
27,527点(2016年3月31日時点)
開館時間
平日は10時から18時。土日祝日は9時から17時
特色あるコレクション
海老沢泰久の遺族より寄贈された、海老沢の机・椅子、愛用品、及び書籍2,500点。

### 歴史資料館

#### 概要
常設として桜川市の歴史、真壁地区の歴史、真壁陣屋跡地発掘成果の展示を行っている他、年2回程度の企画展を行っている。
真壁伝承館に入る前の前身は桜川市歴史民俗資料館であった。リニューアルに辺り、新館の展示計画を東京大学総合研究博物館が行った。桜川市のことについて、展示室1で「時間=歴史」を、展示室2で「空間=まち」を、展示室3で「モノ=たから」を、とそれぞれの視点から来館者が感じられるように計画された。展示室3には、「たからケース」と呼んでいる、立体キューブ型の展示ケースが置かれ来館者が多様な角度からの見方が出来るようになっている。
設備
1階
- 展示室1・・桜川市の歴史を紹介
- 展示室2・・真壁地区の歴史を紹介
- 展示室3・・企画展示室

2階
- 収蔵室1
- 収蔵室2

入場料
無料
開館時間
9時から16時30分
休館日
年末年始(12/29-1/3)

#### 企画展示史
- 第1回

「足元に眠る真壁陣屋跡」2011年9月1日から2012年3月11日

- 第2回

「新治汲古館の継承～文化財レスキューの一事例～」2012年7月28日から2012年10月31日
桜川市は2011年3月11日の東北地方太平洋沖地震被害により閉館した私立の考古学関係博物館である新治汲古館(筑西市)の資料を一括寄託されている。本企画展では寄託された資料の一部を展示し、併せて文化財レスキュー事業を紹介した。
- 第3回

「歴史の道 鎌倉街道と小栗道」2012年12月1日から2013年3月17日
- 第4回

「新収蔵品展1～桜川のおたから」2013年7月23日から2014年3月16日
- 第5回

「海老沢泰久展～直木賞作家の横顔～」2014年5月27日から2014年9月28日
- 第6回

「電気の百年～真壁水力電気小史」2015年2月4日から2015年5月10日
- 第7回

「戦いのカタチ」2015年9月26日から2015年12月25日
- 第8回

「永瀬義郎収蔵品展」2016年1月26日から2016年3月20日
- 第9回

「石・土・水と人のくらし ～めざせ！筑波山地域ジオパーク～」2016年8月2日から2017年5月31日
- 第10回

「新収蔵品展2 ～桜川のおたから～」2017年9月1日から12月27日
- 第11回

追憶の筑波鉄道 ～鉄道から自転車道へ～2018年2月3日から9月2日
- 第12回

犬田神社前遺跡－桜川市内の遺跡Ⅰ－ 2019年2月2日から5月12日

### 真壁中央公園他
- 固いひろば

場所は西駐車場付近。かってこの場所にあった陣屋の池とそこに流れ込む水路の形が舗装に描かれている。
- 芝のひろば

北側の公園。江戸時代の地形を復原している。
- 土のひろば

中央の公園。
- 集いのテラス

南側の公園。
- 江戸時代の陣屋掘跡